# Oberea gracilis
Oberea gracilis là một loài bọ cánh cứng trong họ Cerambycidae.